# Kaladan
La Kaladan est un fleuve de Birmanie et d'Inde. 

## Géographie
Elle prend sa source en Birmanie, dans l'État Chin, coule d'abord vers le sud sous le nom de Boinu, puis vers le nord-ouest, forme une partie de la frontière entre la Birmanie et l'Inde, puis entre dans l'État indien de Mizoram, tourne vers le sud, entre à nouveau en Birmanie dans l'État Chin, puis traverse l'État d'Arakan et les villes de Kyauktaw et Mrauk U avant de se jeter dans le golfe du Bengale à Sittwe.

## Hydrologie
Son régime hydrologique est dit pluvial tropical à moussons.

## Aménagements et écologie
Il existe un projet de désenclavement de l'État indien de Mizoram par la Kaladan et le port de Sittwe. 

## Étymologie ou hydronymie
Son nom ancien est Kissapanadi.